# Oishi Fumiya
Fumiya Oishi (sinh ngày 2 tháng 4 năm 1993) là một cầu thủ bóng đá người Nhật Bản.

## Sự nghiệp câu lạc bộ
Fumiya Oishi đã từng chơi cho Blaublitz Akita.